# Crescente (occitano)

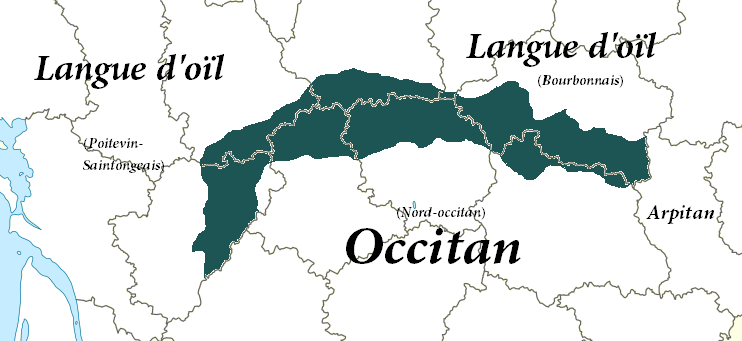
Le Croissant "Il Crescente".

Il Crescente (lo Creissent in occitano, le Croissant in francese) è una zona nel centro della Francia dove si parlano delle varietà di limosino e di alverniate (lingua d'oc) che hanno tratti di transizione verso il francese (lingua d'oïl).
Il primo autore ad utilizzare il termine Croissant fu il linguista Jules Ronjat, nella sua tesi del 1913.
Talvolta, le parlate del Crescente adiacenti al limosino, verso ovest, sono anche chiamate marchois in francese, marchés in occitano ("marcese" in italiano) ma non corrispondono esattamente all'estensione della provincia della Marche (marcha en occitano).

## Il territorio
Il territorio del Crescente ha approssimativamente la forma di un sottile croissant o crescente che unisce la valle della Tardoire di Charente (verso ovest) al Monti della Maddalena nell'Allier (a est). Questo conformazione a Crescente è molto sottile tra la punta occidentale e Le Dorat (da 10 a 15 km di larghezza), e s'allarga poi verso est: tra i 30 km (a livelli di Guéret) e i 45 km (presso Culan).
- I principali comuni compresi nella zona sono:
  - Charente: Saint-Claud, Champagne-Mouton
  - Vienne: Pressac, Availles-Limouzine
  - Alta Vienne: Bussière-Poitevine, Le Dorat, Magnac-Laval, Saint-Sulpice-les-Feuilles
  - Indre: Saint-Benoît-du-Sault, Sainte-Sévère-sur-Indre
  - Creuse: La Souterraine, Crozant, Guéret, Dun-le-Palestel, Genouillac, Bonnat, Boussac
  - Cher: Culan, Sainte-Sévère
  - Puy-de-Dôme: Saint-Éloy-les-Mines
  - Allier: Montluçon, Néris-les-Bains, Commentry, Chantelle, Montmarault, Vichy, Saint-Germain-des-Fossés, Cusset, Le Mayet-de-Montagne

Le città occitane più importanti del Crescente sono Guéret, Montluçon e Vichy.

## Classificazione
La grande maggioranza dei linguisti, studiosi del Crescente, affermano il carattere prevalentemente della lingua d'oc di questa zona linguistica (Tourtoulon & Bringuier, Dahmen, Escoffier, Chambon & Olivier, Quint). Soltanto Jules Ronjat esprime un parere più prudente rifiutando di dire esplicitamente se il Crescente abbia o no più della lingua d'oc o del francese. In seguito all'oculatezza di Ronjat, alcuni autori di libri di divulgazione occitanica (Pierre Bec, Robert Lafont) hanno esitato a presentare il Crescente come una zona integralmente occitana. Tuttavia, le esperienze culturali condotte nel Crescente a partire dagli anni settanta (Quint, Merle) dimostrano che la consapevolezza occitana, sul piano linguistico e culturale, si mostra senza nessuna difficoltà. Attualmente, dunque, a cominciare dagli anni settanta, le cartine dell'Occitania pubblicate includono quasi tutte il Crescente nella regione d'Oc.
Allo stesso modo, lo scrittore occitano francese Valéry Larbaud (1881-1957), originario di Vichy (nel Crescente), ha a espresso in Jaune bleu blanc (1927) la sua predilezione per l'idea di una grande "paï d'oc" che voleva vedere svilupparsi in futuro.

## Evoluzione storica, territoriale e linguistica
Le influenze del francese nel Crescente sono antiche: dalla seconda metà del XIII secolo, i documenti amministrativi e giuridici della regione sono stati redatti in francese e non in occitano, sia nella Marche (dominio limosino) che nel Borbonese (dominio alverniate). Ciò deriva dalla presenza di amministratori e signori francofoni. Nel Borbonese, allo stesso modo, i primi documenti conosciuti scritti in lingua volgare sono degli atti in francese con l'inserimento di qualche forma occitana, a partire dal 1245. Dunque il Crescente ha conosciuto una situazione di diglossia franco-occitana a cominciare da questo periodo, molto tempo prima della penetrazione del francese nel resto dell'Occitania.
È certo che il confine tra occitano e francese ha subito un arretramento nel corso dei secoli, trovandosi infatti più a nord in passato. Le parlate francesi situate a nord del Crescente (a sud del Berry, a nord del Borbonese) recano ancora tracce di un substrato occitano (Dahmen).
L'avanzata del francese verso il Crescente è un fenomeno lento e progressivo, diverso dalla dis-occitanizzazione molto rapida del Poitou, della Saintonge e dell'Angoumois che si venne a realizzare tra il XII-XIII e il XV secolo.
Nelle parlate del Crescente, la progressione dei gallicismi avanza a scapito dell'occitano. Durante gli ultimi secoli, sembra che questa progressioni siano avanzate più speditamente nella Marche (dominio limosino) che non nel Borbonese (dominio alverniate). Ma dal XX secolo in poi, ovunque, la generalizzazione del francese ha portato a una situazione di diglossia e a una sostituzione linguistica simile in tutta l'Occitania. Ciò rende relativo, oggigiorno, l'aspetto « francesizzato » dell'occitano del Crescente, dal momento che quasi tutti i dialetti occitani tendono a francesizzarsi.

## Suddivisioni dialettologiche
Non esiste una suddivisione dialettologica netta nel Crescente e l'impressione generale è quella di una grande frammentazione. Non vi sono affatto confini chiari tra l'alverniate e il limosino, dato che il « limite » tra questi due dialetti è una vasta zona di transizione inclusa in tutta la regione orientale del Limosino (ben oltre il Crescente).
Ad ogni modo, da un punto di vista culturale, ed eventualmente dialettologico, l'ovest del Crescente si ricollega piuttosto al Limosino o alla Marche (si parla di marchois, come sotto-dialetto del limosino), mentre il Crescente orientale si ricollega al Borbonese (e al dominio dialettologico dell'alverniate).
Nel dominio dell'alverniate, si distingue una zona d'influenza del francoprovenzale a sud-est del Borbonese (a sud-est dell'Allier), verso la Montagna Borbonese. La d intervocalica era già caduta in un'epoca molta antica, in particolare nella terminazione -aa (da -ada), come nel vivaro-alpino (dove la caduta di d si spiega ugualmente a causa della vicinanza del francoprovenzale).

## I tratti delle parlate del Crescente
Le parlate del Crescente sono molto eterogenee (secondo Ronjat) ma vi si trovano spesso le seguenti caratteristiche:
- Secondo le testimonianze degli occitanofoni del Crescente, l'inter-comprensione è un po' difficile ma spesso possibile con le altre parlate occitane situate più a sud. È invece più difficile con quelle francesi situate più a nord.
- Le vocali finali -a e -e sono sovente completamente sfumate nell'occitano del Crescente, mentre si pronunciano in modo molto netto nel resto dei dialetti d'oc. Al contrario è possibile far comprendere le terminazioni -as [a(ː)] e -es [ej/ij] che possono eventualmente attirare l'accento tonico. Nonostante questo fenomeno, permangono ancora tracce dell'accento tonico mobile, che in una parola può cadere sulla penultima sillaba (parola parossitona) o anche sull'ultima (parola ossitona), contrariamente al francese dove l'accento tonico è sempre sull'ultima sillaba.
- Le risorse espressive, malgrado l'invasione di forme francesi (per es. était compete con era), conservano un gran numero di tratti occitani autentici e anche una grande creatività lessicale e idiomatica (Escoffier).